# 白建時道
白建時道（英語：Perkins Road）是香港一條街道，位於香港島渣甸山，走向呈「7」字形，西起大坑道近牛奶公司白建時道商場，南至包華士道及谷柏道交界，為區內主要的洋房豪宅地段。

## 歷史
白建時道於1951年興建，為渣甸山首批開發及以工務司命名的街道（其餘為祈禮士道和軒德蓀道），以香港第十任工務司白建時（Thomas Luff Perkins）命名。

## 白建時道名人業主（部份）
- 白建時道6號：伍偉國
- 白建時道12號：劉鑾雄
- 白建時道25號：胡應湘
- 白建時道47至49號：資本策略地產
- 白建時道81號：資本策略地產

## 沿線交匯道路
- 祈禮士道
- 睦誠道
- 軒德蓀道
- 包華士道
- 谷柏道